# شوكان (القطن)

'

تعديل مصدري - تعديل

شوكان هي إحدى قرى عزلة القطن بمديرية القطن التابعة لمحافظة حضرموت، بلغ تعداد سكانها 79 نسمة حسب تعداد اليمن لعام 2004.